# Edna St. Vincent Millay
Edna St. Vincent Millay, pseudonym Nancy Boyd, född 22 februari 1892 i Rockland, Maine, död 19 oktober 1950 i Austerlitz, New York, var en amerikansk poet och dramatiker, och var den tredje kvinna att vinna Pulitzerpriset i poesi. Hon var också känd för sin bohemiska livsstil och för sina många kärleksaffärer med både män och kvinnor.
Hon är mest känd för dikten "First Fig" från 1920.